# Alberto Yarini
Alberto Yarini y Ponce ora de Monserrat, como Alberto Manuel Francisco Yarini Ponce de León. Descendía de ricos propietarios de plantaciones de azúcar en Matanzas, de origen italiano por parte paterna y criollos españoles por parte de madre; su padre era dentista y su tío cirujano. Fue educado en Estados Unidos y hablaba con fluidez español e inglés, estando bien conectado políticamente.
Apuesto, elegante y de finos modales, se hizo conocido por importar prostitutas de Francia, operando en San Isidro, entonces el barrio rojo de La Habana. Fue asesinado el 21 de noviembre de 1910 por los disparos del proxeneta rival francés Louis Letot y sus cómplices, que lo habían estado esperando. Letot también murió por los disparos del guardaespaldas de Yarini.

## En la cultura popular

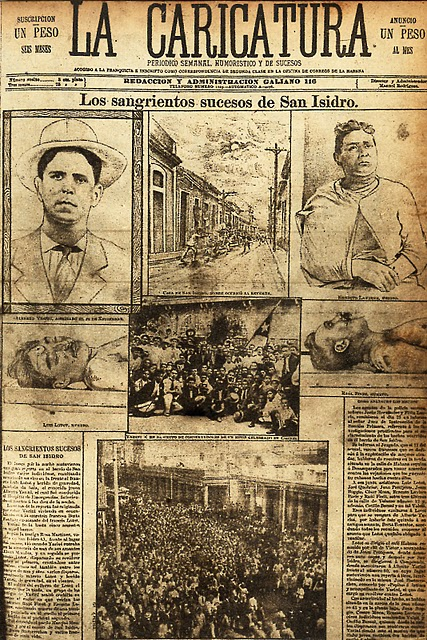
Portada del periódico La Caricatura con la noticia del asesinato de Yarini.

El compositor cubano Carlos Felipe Hernández escribió en 1960 la obra de teatro musical  Réquiem por Yarini, sobre su vida en la que se basó en parte la película de 2009  Los dioses rotos del cubano Ernesto Daranas.
En la reciente novela del escritor Leonardo Padura “Personas decentes”, aparece Alberto Yarini como protagonista de la narrativa temporalmente paralela a las aventuras de Mario Conde; donde se representan las principales actividades del proxeneta hasta su muerte. 